# Magnolia ovoidea
Magnolia ovoidea (Hung T.Chang & B.L.Chen) V.S.Kumar, es una especie de pequeño árbol perteneciente a la familia Magnoliaceae. 

## Distribución y hábitat
Se encuentra en China (Yunnan). Está tratada en peligro de extinción por pérdida de hábitat. 

## Taxonomía
Magnolia ovoidea fue descrito por (Hung T.Chang & B.L.Chen) V.S.Kumar y publicado en Kew Bulletin 61(2): 185. 2006.
Etimología
Magnolia: nombre genérico otorgado en honor de Pierre Magnol, botánico de Montpellier (Francia).
ovoidea: epíteto latino que significa "ovoide".
Sinonimia
- Manglietia ovoidea Hung T.Chang & B.L.Chen (1988).[3][4]